# منتخب ألمانيا للباندي
منتخب ألمانيا الوطني للباندي (بالألمانية: Deutsche Bandynationalmannschaft der Herren) هو ممثل ألمانيا الرسمي في المنافسات الدولية في الباندي في فئة الباندي للرجال.